# Grentzingen (Luxemburg)
Grentzingen (en luxemburguès: Grentzen; en alemany: Grentzingen) és una vila de la comuna d'Ettelbruck situada al districte de Diekirch del cantó de Diekirch. Està a uns 25 km de distància de la ciutat de Luxemburg.